# Умид (газовое месторождение)
Газовое месторождение Умид (азерб. Ümid qaz yatağı) — второе по величине месторождение природного газа в Азербайджане. Расположено в южной части Каспийского моря, у побережья Азербайджана, примерно в 75 километрах к юго-востоку от столицы Азербайджана Баку, на глубине 170 метров.. В переводе с азербайджанского языка «Умид» означает «Надежда».

## Освоение
Месторождение «Умид» является частью блока, ранее состоявшего из месторождений «Умид» и «Бабек». Геофизические работы на «Умиде» начались в 1953 году и были повторены в 1972 году. Всего с 1977 по 1992 год на этом участке было пробурено 9 скважин. Однако, в то время не было обнаружено коммерчески жизнеспособных месторождений. 
В 2009 году SOCAR профинансировала геологоразведочные работы на «Умиде». Впервые после «Контракта века» Азербайджан провел геологоразведочные работы полностью самостоятельно. 
24 ноября 2010 года после успешного бурения на глубине 6500 м на разведочной платформе «Умид-1» SOCAR было объявлено об открытии 200 миллиардов м3 газа и 30-40 млн тонн конденсата (около 270-360 млн баррелей), первоначально прогнозировавшихся Хошбахтом Юсифзаде.
Президент Азербайджана Ильхам Алиев возлагал огромные надежды на газовое месторождение «Умид», отметив в 2010 году: «У этого месторождения большое будущее». 
20 сентября 2012 года на месторождении был добыт первый газ. Началась промышленная эксплуатация месторождения.
В 2012 году президент Алиев заявил: «Одним из замечательных событий последних месяцев является то, что на месторождении «Умид» был добыт первый газ. Это отличный показатель. Дебит газовых скважин очень высок. Первая скважина имеет очень обнадеживающие показатели. Так что «Умид» оправдывает свое название. Открытие «Умида» Государственной нефтяной компанией Азербайджана — это историческое событие, впервые за последние годы удалось разработать это крупное газовое месторождение собственными силами».
Совместное предприятие SOCAR с Nobel Oil Group с 2012 года пробурило три скважины на месторождении. Одна скважина вышла из строя, две другие добыли объемы природного газа по убыли: в 2012 году — 1500 тыс. м3 газа, в 2013 году — 638 тыс. м3 газа, в 2014 году — 630 тыс. м3 газа в сутки. Планировалось пробурить в общей сложности шесть скважин, добывающих от 1 млн до 1,5 млн м3 природного газа в сутки.
В октябре 2014 года SOCAR и Nobel Oil Group решили прекратить бурение из-за технических проблем в производственном процессе, и объявили о новом международном тендере для нового иностранного партнера, который возглавит процесс и создаст новую стратегию. По состоянию на январь 2016 года тендер не состоялся. С марта 2015 года SOCAR и Nobel Oil Group решили пробурить новую оценочную скважину, чтобы лучше оценить запасы газа на «Умиде», надеясь, что расходы на бурение будут покрыты будущим иностранным партнером
. Согласно пожеланиям SOCAR и Nobel Oil Group, новый иностранный партнер должен обладать не только навыками и опытом глубоководного морского бурения, но и иметь свободные денежные резервы.
По оценкам экспертов, газовое месторождение «Умид» («Надежда») было слишком технологически сложным для двух компаний, разрабатывающих его, несмотря на то, что уже к 2010 году они потратили около 5 миллиардов долларов США и ожидали в период высоких цен на газ получить чистый доход около 45 миллиардов долларов США. С 2010 года расходы увеличились, а рыночные цены на природный газ упали.
В июле 2021 года недалеко от платформы «Умид-1» был зафиксирован взрыв.
На июнь 2024 года на месторождении пробурено 6 скважин.

## Учредители
Газовое месторождение в настоящее является совместным предприятием компаний SOCAR (80%) и Nobel Oil (20%). Уставный капитал СП составлял 1000 манатов.
В 2013 году Statoil вела переговоры о том, чтобы взять на себя важную роль в разработке кластера месторождений «Умид», «Бабек», «Зафар» и «Машал».
Nobel Oil Group — корпоративная группа, действующая преимущественно в США (Пермский бассейн), Великобритании, Азербайджане и Румынии. Группа предоставляет комплексные операционные услуги в нефтегазовом секторе, а также развивает свои возможности по разведке и добыче. Группу основал уроженец Азербайджана Насиб Гасанов, владелец и основатель Nobel Oil Group. В результате реорганизации в 2014 году все сервисные сегменты нефтегазовой отрасли были объединены в компанию Nobel Oil Services (UK) Limited, которая является материнской компанией ООО «Глобал Энерджи Солюшнс», ООО «Прокон», ООО «Абшерон Дриллинг», Лламрей. DMCC и т. д. Бизнес по разведке и добыче был выделен под названием Nobel Oil E&P (UK) Limited (торговая марка Nobel Upstream), которая является материнской компанией Nobel Oil E&P Caspian Limited, Nobel Oil E&P North Sea Limited, Nobel Oil E&P North America (UK) Limited и Nobel Oil E&P North America LLC.

## Запасы
По оценкам руководства SOCAR, при дальнейшем бурении общие запасы на «Умиде», вероятно, достигнут 300 млрд м3, а запасы месторождения «Бабек», расположенного под «Умидом», достигнут 600 млрд м3. Бурение на «Бабеке» также будет осуществлять SOCAR.